# 애들레이드 시티 FC
애들레이드 시티 FC(Adelaide City Football Club) 애들레이드 사우스오스트레일리아주에 연고를 둔 축구단이다. 이 클럽은 유벤투스(Juventus)라고도 불리는데, 이는 애들레이드 이탈리아 커뮤니티의 창립자들이 클럽에 붙인 원래 이름이기 때문이다.
애들레이드 시티는 호주에서 가장 장식이 잘 된 팀 중 하나로 전국 챔피언에 세 번이나 선정되었었다. 또한 1977년 호주 최초의 모든 축구 코드 전국 대회인 내셔널사커리그의 창립 멤버 중 하나이기도 하다. 대회가 시작된 이후 호주 축구의 상위권에서 더 오랜시간을 보낸 클럽은 사우스 멜버른 FC와 마르코니 스탤리언스 FC 2팀 뿐이다. 현재 없어진 NSL에서 27시즌 동안 경쟁했으며 1986년 전설적인 코치 조란 마티치의 지휘 아래 첫 우승을 차지했었다. 클럽은 1992년과 1994년 에 마티치의 지도 하에서 두 번의 우승을 더 차지했다. 그리고 내셔널 리그 기간 동안 NSL 컵에서 세 번 우승했다. 다른 어떤 클럽들보다 많은 우승을 기록하며 1992년에 리그/컵 더블을 달성했다. 1987년에는 오세아니아 클럽 챔피언십을 차지하면서 대륙 타이틀을 획득한 역사상 최초의 호주 클럽이 되었다.
애들에이드 시티는 역사적으로 호주 국가 대표팀에 선발된 선수 중 가장 많은 선수를 배출한 곳 중 하나이며, 이 클럽은 마르코니 스탤리언 시티 FC와 사우스 맬버른에 이어 NSL 클럽 중 세 번째로 많은 수치이다. 호주를 대표하는 주목할만한 애들레이드 시티 출신 선수로는 존 알로이지 와 로스 알로이시, 오렐리오 비드마 및 토니 비드마, 세르지오 멜타, 존 페린, 밀란 이바노비치 , 벅시 니시코후시, 알렉스 토빈 등이 있다. 전 애들레이드 소속의 스트라이커이자 현재 축구 코치로 활동하고 있는 데미안 모리는 국내 리그에서 가장 많은 골을 넣은 기록을 보유하고 있으며, 그 중 240-131골은 애들레이드 소속으로 기록한 골들이다. 벅시 니시코시는 1989년에 300경기를 출장한 최초의  리그 선수였다. 그는 애들레이드 시티에서 총 446경기를 뛰었다.
2003년 리그의 마지막 시즌이 시작되기 직전에 NSL에서 탈퇴한 이후 애들레이드 시티는 내셔널 프리미어리그 사우스오스트레일리아에 참가했다. 남호주에서 17번의 1부 리그 우승을 달성했으며, 그 중 12번은 시티가 1977년 NSL에 가입하기 전이었고, 전국 대회 참가가 끝난 이후 5번 더 우승했다. 또한 17번의 남호주 국내 녹아웃 타이틀을 획득하면서 다른 어떤 클럽보다 더 많은 페더레이션 컵 타이틀을 획득했다. 클럽의 2014 컵 결승전에서 전통적인 라이벌인 웨스트 애들레이드를 상대로 승리하여 2014 FFA 컵 에 진출하여 8강에 진출했고 웨스턴 시드니 원더러스를 1-0으로 꺾고 A리그 팀을 탈락시킨 최초의 NPL 클럽이 되었다.

## 선수 명단

### 현역
참고: FIFA 자격 규정에 따라 소속된 국가대표팀 국기를 표시합니다. 선수는 복수의 FIFA 비회원국 국적을 가지고 있을 수 있습니다.
| 번호 | 포지션 | 국적 | 이름 |
| ---- | ------ | ---- | ---- |

| 번호 | 포지션 | 국적 | 이름 |
| ---- | ------ | ---- | ---- |